# Parque de Los Deseos
Parque de Los Deseos är en park i Colombia.   Den ligger i departementet Antioquía, i den nordvästra delen av landet, 250 km nordväst om huvudstaden Bogotá. Parque de Los Deseos ligger 1 466 meter över havet.
Terrängen runt Parque de Los Deseos är kuperad västerut, men österut är den bergig. Parque de Los Deseos ligger nere i en dal. Runt Parque de Los Deseos är det mycket tätbefolkat, med 5 805 invånare per kvadratkilometer. Närmaste större samhälle är Medellín, 1,8 km söder om Parque de Los Deseos. Runt Parque de Los Deseos är det i huvudsak tätbebyggt.